# Ouverture
Ouverture er fransk og betyder "åbning" eller "forspil". Ordet bruges især om orkesterforspil til en opera eller et skuespil. Ouverturen består ofte af citater fra resten af musikken i operaen, musicalen eller skuespilllet (et eksempel herpå er Kuhlaus ouverture til Elverhøi). Men en del ouverturer er tematisk helt fritstående; således Mozarts ouverture til Figaros Bryllup og Rossinis til Barberen i Sevilla.